# Francisco de Paula de Bourbon (1912-1995)
Pour les articles homonymes, voir François de Paule de Bourbon et François de Bourbon.
Francisco de Paula de Borbón y Borbón, né à Santander, en Espagne, le 16 novembre 1912 et mort à Villaviciosa de Odón, dans la communauté de Madrid, le 18 novembre 1995, est un prince de la maison de Bourbon, un militaire et un grand maître de l’ordre militaire et hospitalier de Saint-Lazare (1952-1967 puis 1973-1995).

## Famille
Francisco de Borbón est le fils cadet de François de Paule de Bourbon (1882-1953) et de son épouse Enriqueta de Borbón (1888-1967), duchesse de Séville à titre personnel.
Il épouse, à Madrid, le 4 octobre 1942, Enriqueta Escasany y Miquel, dont :
- Francisco de Borbón y Escasany (1943-2025), duc de Séville, marié avec Beatrix comtesse de Hardenberg, en secondes noces Isabel Eugenie Karanitsch et troisièmes noces Maria de los Ángeles Vargas-Zúniga y de Juanes ;
- Alfonso Carlos de Borbón y Escasany (1945-2025), marié avec María Luisa Yordi y Villacampa. D'où deux enfants (Alfonso de Borbón y Yordi et Alejandra de Borbón y Yordi).

L’union est annulée et sa première épouse se remarie.
Il épouse en deuxièmes noces, à Madrid, le 15 mars 1967, María García de López y Salvador, dont :
- Enrique de Borbón y García de Lóbez (né en 1970).

En ligne purement masculine, il est parent au 7e degré avec Alphonse XIII (4 + 3 degrés) et au 9e degré avec Juan Carlos Ier (4 + 5 degrés).

## Biographie
Lors de la guerre d'Espagne, en 1936, il sert dans l’armée nationaliste comme officier des « Requetés » carlistes. Il finit colonel de cavalerie à la retraite.
Après la mort de sa mère, il renonce, le 2 mars 1968, au titre de duc de Séville, au profit de son fils aîné.
En 1952, il succède par contre à son père à la tête de l’ordre militaire et hospitalier de Saint-Lazare, un ordre de chevalerie officiellement reconnu en Espagne depuis 1940.
Il n’était pas dynaste en Espagne avant la chute de la monarchie en 1931, car son arrière-grand-père paternel, Enrique de Borbón, a contracté, en 1847, un mariage « inégal » avec son arrière-grand-mère Elena de Castelli y Shelly. Cette perte des droits provenait d’une disposition prise par Charles III en 1776.
Après le rétablissement de la monarchie en Espagne, il a demandé la réhabilitation en sa faveur des titres suivants : marquis de Siete Fuentes (le 12 septembre 1984 et le 18 juin 1986), duc de San Ricardo avec qualité de grand d'Espagne (le 30 juillet 1987 tout seul, le 17 décembre 1987 en concurrence avec Patricia Bertrán de Lis y Pidal, son fils Alfonso Carlos de Borbón y Escasany ayant déjà tenté précédemment d'obtenir le 16 mars 1973 la réhabilitation du titre en sa faveur, demande pour laquelle il n'a pas obtenu gain de cause), marquis de Güell (le 5 septembre 1989 en concurrence avec Patricia Bertrán de Lis y Pidal), marquis de Valcarlos avec qualité de grand d'Espagne (le 5 septembre 1989 en concurrence avec Patricia Bertrán de Lis y Pidal). Il n'a été fait droit à aucune de ses demandes.
Dans les années 1960, Jacques-Henri de Bourbon, duc d'Anjou et de Ségovie, prétendant au trône d'Espagne, revendiquant à ce titre la grande maîtrise de l'ordre de la Toison d'or, lui a concédé le titre de chevalier de l'ordre. Cette nomination n'est pas reconnue par la couronne d'Espagne, qui ne reconnaît que les attributions faites en exil par Juan de Borbón y Battenberg, comte de Barcelone.

## Décorations et distinctions
Royaume d'Espagne
- Chevalier de l’ordre de la Toison d’or (nommé par le duc d'Anjou et de Ségovie)[14]

## Sources
- Patrick Van Kerrebrouck, La Maison de Bourbon : 1256-1987 ; éditeur : Villeneuve-d'Ascq : Patrick Van Kerrebrouck, 1987 ; description : 795 pages, 28 cm, volume IV de la collection « Nouvelle histoire généalogique de l’Auguste maison de France »  (ISBN 2-9501509-0X), pages 381-382 : notice « S. Exc. Don Francisco de Paula Enríque María Luis de Borbón y Borbón » (génération XXXIII)
- Chantal de Badts de Cugnac et Guy Coutant de Saisseval, Le Petit Gotha : Nouvelle édition augmentée et mise à jour, Paris, Éditions Le petit Gotha, 2002, 989 p. (ISBN 978-2-9507974-3-8), p. 387 : notice « Francisco de Borbón y de Borbón »
- (es + en + fr) http://www.dinastias.com/cgi-bin/gwd.exe?b=dinastias;lang=en;spouse=on;i=27268 : page « Francisco de Paula de Borbón ». Site consulté le 4 septembre 2011.
- (es) Jorge Valverde Fraikin, Titulos nobiliarios andaluces : genealogia y toponimia, Granada, Editorial Andalucia, 1991, 615 pages, 36 cm,  (ISBN 84-7755-033-6), page 481 : « Duque de Sevilla ».